# Стів Ейджі
Стівен Дуглас Ейджі (англ. Steven Douglas Agee, нар. 26 лютого 1969) — американський комік, актор, сценарист, режисер і музикант. Відомий завдяки своїй ролі Стіва Майрона в серіалі «Програма Сари Сільверман».

## Фільмографія
| Рік       |    | Українська назва                    | Оригінальна назва                           | Роль                                                                                     |
| --------- | -- | ----------------------------------- | ------------------------------------------- | ---------------------------------------------------------------------------------------- |
| 2000      | ф  | Проект підступної відьми            | The Bogus Witch Project                     |                                                                                          |
| 2003      | кф |                                     | Kicked in the Nuts                          | Людина на вулиці                                                                         |
| 2005      | ф  | Сара Сільверман: Ісус — це магія    | Sarah Silverman: Jesus Is Magic             | Хлопець з крилами                                                                        |
| 2005      | мс | Будинок Косбі                       | House of Cosbys                             | доглядач за будинком (1 серія)                                                           |
| 2006      | ф  | Сплячі собаки брешуть               | Sleeping Dogs Lie                           | Карл                                                                                     |
| 2007—2010 | с  | Програма Сари Сільверман            | The Sarah Silverman Program                 | Стівен Нед Майрон III (32 серії)                                                         |
| 2009      | вг | Brütal Legend                       |                                             | грабіжник черепа                                                                         |
| 2010      | ф  | Супер                               | Super                                       | Comic Book Store Jerk                                                                    |
| 2010      | с  |                                     | Accidentally on Purpose                     | Аєн (серія «Швидкість»)                                                                  |
| 2010—2013 | с  | Дитяча лікарня                      | Childrens Hospital                          | продавець льодяників / Террі (2 серії)                                                   |
| 2011      | ф  | Господи, благослови Америку         | God Bless America                           | член екіпажу Superstarz                                                                  |
| 2011      | ф  | Злий білий чоловік                  | Angry White Man                             | Флойд                                                                                    |
| 2011      | мс | Закусочна Боба                      | Bob's Burgers                               | Гліттер (серія «Шиш! Таксі, Боб?»)                                                       |
| 2011—2016 | мс | Час пригод                          | Adventure Time                              | різні ролі (9 серій)                                                                     |
| 2011      | с  | Долина Смерті                       | Death Valley                                | порнорежисер (серія «Дві дівчини, один коп»)                                             |
| 2012      | ф  | Хапай та тікай                      | Hit and Run                                 | чувак No1                                                                                |
| 2012      | с  | Щасливий кінець                     | Happy Endings                               | Чед (серія «Внести зміни!»)                                                              |
| 2012—2016 | с  | Дві дівчини без копійчини           | 2 Broke Girls                               | Тіг / медсестра (2 серії)                                                                |
| 2012      | с  | Ліга                                | The League                                  | хлопець у фортепіанному магазині (серія «The Vapora Sport»)                              |
| 2013      | ф  | Безсоння                            | The Insomniac                               | торговець зброєю                                                                         |
| 2013      | ф  | Справи з ідіотами                   | Dealin' with Idiots                         | Єзекія                                                                                   |
| 2013—2017 | с  | Новенька                            | New Girl                                    | Дейв (13 серій)                                                                          |
| 2013      | мс | Шоу Клівленда                       | The Cleveland Show                          | Дейв (серія «The Hangover: Part Tubbs»)                                                  |
| 2013      | с  |                                     | You're Whole                                | Лонні Діббс (серія «Лимонад / Риболовля / Кекси»)                                        |
| 2014      | кф |                                     | Leonard in Slow Motion                      | рудий                                                                                    |
| 2014      | ф  |                                     | Abby in the Summer                          | ремонтник Рік                                                                            |
| 2014      | ф  | Ніч була темна                      | Dark Was the Night                          | бригадир                                                                                 |
| 2014      | ф  |                                     | Me                                          | Стів                                                                                     |
| 2014—2015 | с  | Спільнота                           | Community                                   | Девід / діджей (2 серії)                                                                 |
| 2014      | с  |                                     | Garfunkel and Oates                         | касир в магазині іграшок (серія «Зникнення»)                                             |
| 2014—2017 | с  | Ти — втілення пороку                | You're the Worsts                           | хлопець з доставки піци / голландець (6 серій)                                           |
| 2015      | ф  | Рій                                 | The Hive                                    | Кевін                                                                                    |
| 2015      | ф  |                                     | Amigo Undead                                | Норм Островський                                                                         |
| 2015      | ф  |                                     | Dementia                                    | Ларрі                                                                                    |
| 2015      | с  | Від А до Я                          | A to Z                                      | Льюїс (серія «L - це прихильність»)                                                      |
| 2015      | с  |                                     | Maron                                       | себе (серія «Стіл Джонсон»)                                                              |
| 2015      | с  |                                     | Comedy Bang! Bang!                          | Дональд (серія «Мері Елізабет Вінстед носить спідницю А-силуету та гострі чорні чоботи») |
| 2015—2016 | мс | Звичайне шоу                        | Regular Show                                | різні ролі (2 серії)                                                                     |
| 2016      | кф |                                     | Maid of Heaven                              | Джек                                                                                     |
| 2016      | с  | Американська сімейка                | Modern Family                               | Томмі (серія «Thunk in the Trunk»)                                                       |
| 2016      | мс | Американський тато!                 | American Dad!                               | (серія «Диявол носить відворот»)                                                         |
| 2016      | с  |                                     | Mr. Neighbor's House                        | Демон No2                                                                                |
| 2016—2021 | с  | Супермаркет                         | Superstore                                  | Ісаак (8 серій)                                                                          |
| 2017      | ф  | Вартові галактики 2                 | Guardians of the Galaxy Vol. 2              | Геф                                                                                      |
| 2017      | с  | Американська домогосподарка         | American Housewife                          | Дон (2 серії)                                                                            |
| 2017      | с  |                                     | Crashing                                    | себе (серія «Розминка»)                                                                  |
| 2017      | с  | Просто немає слів                   | Speechless                                  | обідня людина (серія «T-R-- TRAINING D-A-- DAY»)                                         |
| 2018      | с  | П'яна історія                       | Drunk History                               | Гаррі Рідер (серія «Друга світова війна»)                                                |
| 2019      | ф  | Брайтберн                           | Brightburn                                  | EJ                                                                                       |
| 2021      | ф  | Фіалка                              | Violet                                      | Борис                                                                                    |
| 2021      | ф  | Загін самогубців 2                  | The Suicide Squad                           | Джон Економос                                                                            |
| 2022      | с  | Миротворець                         | Peacemaker                                  | Джон Економос                                                                            |
| 2022      | с  | Кабінет курйозів Ґільєрмо дель Торо | Guillermo del Toro's Cabinet of Curiosities | Гай Лендон (Епізод: "The Viewing")                                                       |
| 2023      | ф  | Шазам! Лють Богів                   | Shazam! Fury of the Gods                    | Джон Економос                                                                            |